# Aeroportul Rancho Murieta
Aeroportul Rancho Murieta (IATA: RIU, ICAO: KRIU, FAA LID: RIU) este un aeroport din California, Statele Unite ale Americii.
Situat la o altitudine de 43 m, aeroportul dispune de 1 pistă.

## Infrastructură

### Piste
Aeroportul dispune de o singură pistă. Pista 4/22 are suprafața de asfalt și dimensiunile 3.798 picioare × 75 picioare. 